# Шпагети сладолед
Шпагети сладолед је немачко јело од сладоледа направљено да личи на шпагете. У посуди, сладолед од ваниле се екструдира кроз модификовану пресу или машину за кромпир, дајући му изглед шпагета. Затим се ставља преко шлага и прелива сосом од јагода (да имитира сос од парадајза) и кокосовим пахуљицама, ренданим бадемима или струготинама беле чоколаде који представљају пармезан. Поред уобичајеног јела са сосом од јагода, могу се наћи и варијације попут сладоледа са црном чоколадом и орасима, симулирајући шпагете карбонару уместо шпагете болоњезе. 

## Историја
Шпагете је креирао Дарио Фонтанела касних 1960-их у Манхајму у Немачкој.  Фонтанела се присећа да је своју иновативну креацију послужио деци која су се расплакала јер су хтела сладолед, а не тањир шпагета.  Добио је „Bloomaulorden“, медаљу коју је доделио град Манхајм, 2014. године 
Дуги низ година ово јело није било добро познато ван Немачке и могло се наћи само у неким џелатеријама и специјалним сладоледарницама, специјалним догађајима и хотелима и ресторанима широм света. Недавно су почели да се појављују као новитет у више ресторана и привукли су пажњу на друштвеним мрежама. 

## Припрема
Традиционално, сладолед од шпагета се обично састоји од сладоледа од ваниле и шлага, при чему се крема у контакту са хладним сладоледом смрзава и тако развија свој посебан укус. Сладолед се пресује кроз расхлађену пресу, што му даје облик налик на резанце. Цела ствар је украшена сосом од јагода и ренданом белом чоколадом (алтернативно листићима бадема или кокоса). Први је намењен да имитира сос од парадајза који се обично налази у јелима за шпагете, а чоколада да имитира сирни намаз.